# Vogalonga
La Vogalonga est une grande randonnée de bateaux à avirons qui a lieu à Venise tous les ans, le dimanche de Pentecôte.

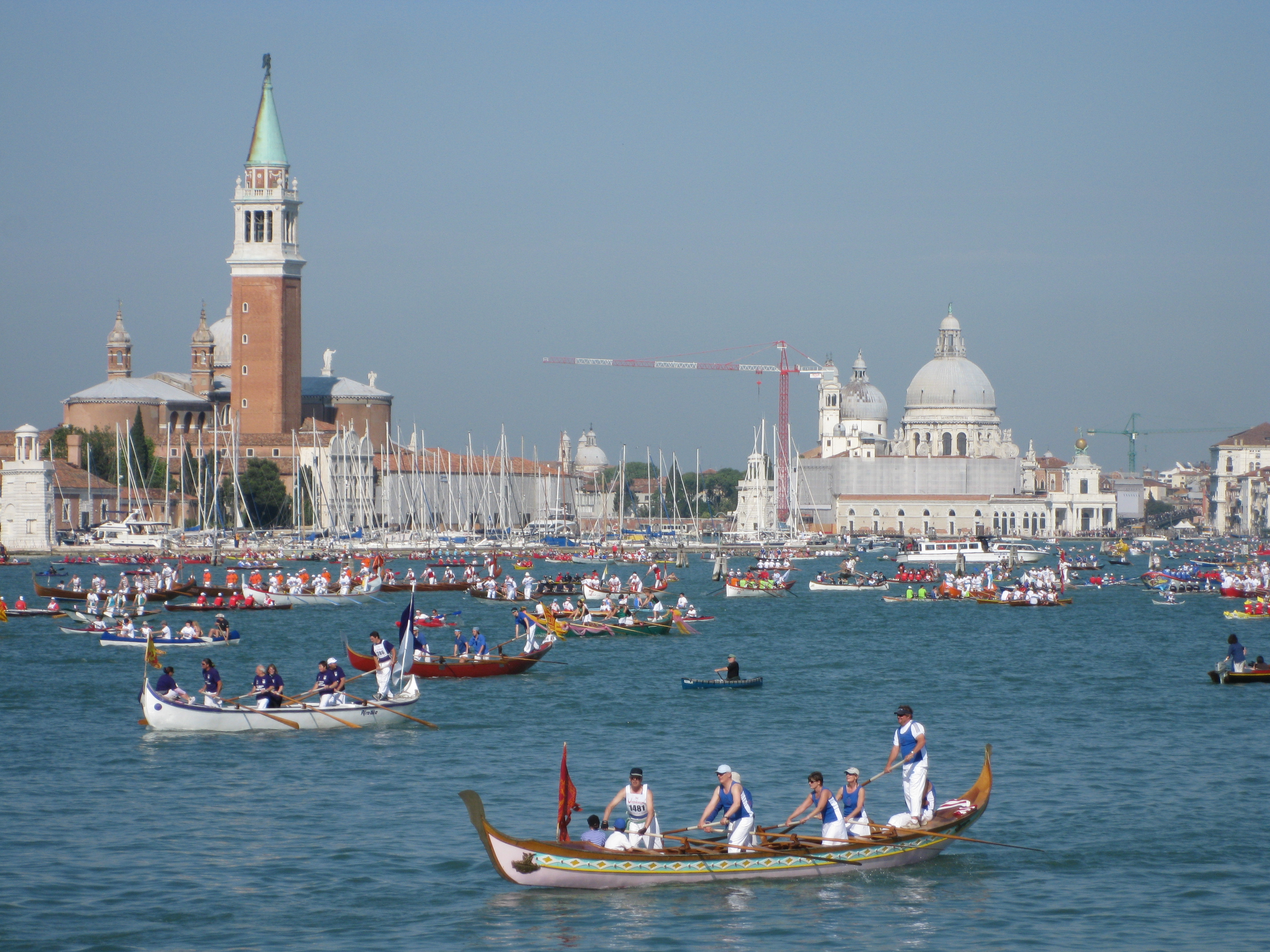
La Vogalonga de 2010

## Description
La Vogalonga est ouverte à toutes les embarcations à avirons ou à pagaies : gondole,bateau à aviron, kayak, canoë, caorline, yole, barque, de tout modèle. 
La randonnée n'est pas une régate : elle se déroule sans esprit de compétition, avec le seul objectif d'effectuer tout le parcours dans un temps raisonnable.
Le départ est donné par un coup de canon le dimanche à 9 h devant le palais ducal au cri « Per Venezia e per San Marco ! » ; les rameurs vénitiens lèvent leurs rames pour saluer. 
Le parcours fait environ 30 km passant sur la lagune par les îles Burano et  Murano, puis retour à Venise par le Cannaregio et descente finale du Grand Canal. Le trafic des vaporetti est suspendu pendant la matinée sur tout le parcours de la randonnée.
Cette manifestation festive est très populaire chez les vénitiens et rassemble des rameurs de toute l'Europe : plusieurs milliers d'embarcations sont au départ chaque année. Elle est financée seulement par les organisateurs et les participants ; il n'y a pas de sponsors car c'est une manifestation particulière sans but lucratif.
La première édition a eu lieu en 1975 : les organisateurs voulaient protester contre la multiplication des bateaux à moteurs à Venise.